# Alan Gordon (futebolista)
Alan Gordon (Long Beach, 16 de outubro de 1981), é um ex-futebolista norte-americano que atua como atacante. Jogou toda sua carreira na Major League Soccer.